# Ali Ben Lakhdar Brahimi
Ali Ben Lakhdar Brahimi, né le 10 janvier 1911 à Bir Ghbalou et mort le 20 mai 1976 à El Biar, est un homme politique français.

## Biographie
Il est député du département d'Alger à l'Assemblée nationale du 17 juin 1951 au 1er décembre 1955.

## Distinctions
- chevalier de la Légion d'honneur[Quand ?]
- chevalier du Mérite agricole